# Palais d'Iavoloha
Pour les articles homonymes, voir Palais d'Iavoloha.
Le palais d'Iavoloha est la résidence officielle du président de Madagascar. Il est situé dans la banlieue sud de la capitale Antananarivo. 
Il a été construit sous la présidence de Didier Ratsiraka en 1975. Inspiré par le Rova d'Antananarivo, le palais est construit et financé par la Corée du Nord.

## Historique
En 1983, la construction du palais d'État de Iavoloha a commencé grâce à la coopération du président Didier Ratsiraka et du président nord-coréen Kim Il-Sung qui étaient, à l'époque, de proches partenaires.
Les travaux de construction ont duré 6 ans et il a été officiellement inauguré en 1989.
Depuis son inauguration les présidents successifs l'utilisent comme lieu de travail et de réception pour les invités de respect et les grandes cérémonies publiques comme les salutations mutuelles ou la cérémonie célébrant la fête nationale. Les présidents Albert Zafy, Marc Ravalomanana et Andry Rajoelina n'y ont pas élu domicile mais préféraient rester dans leur lieu de résidence personnelles respectivement à Ivandry, Faravohitra et Ambatobe.
Ce palais a été rénové trois fois au cours des administrations successives en raison des dommages mineurs et du manque de soin en tant que palais d'État par les dirigeants successifs.

## Description
Ce palais d'État est situé à 15 km de la capitale, il est blanc et lumineux au sommet de la colline le long de la 7e autoroute au nord d'Antananarivo.

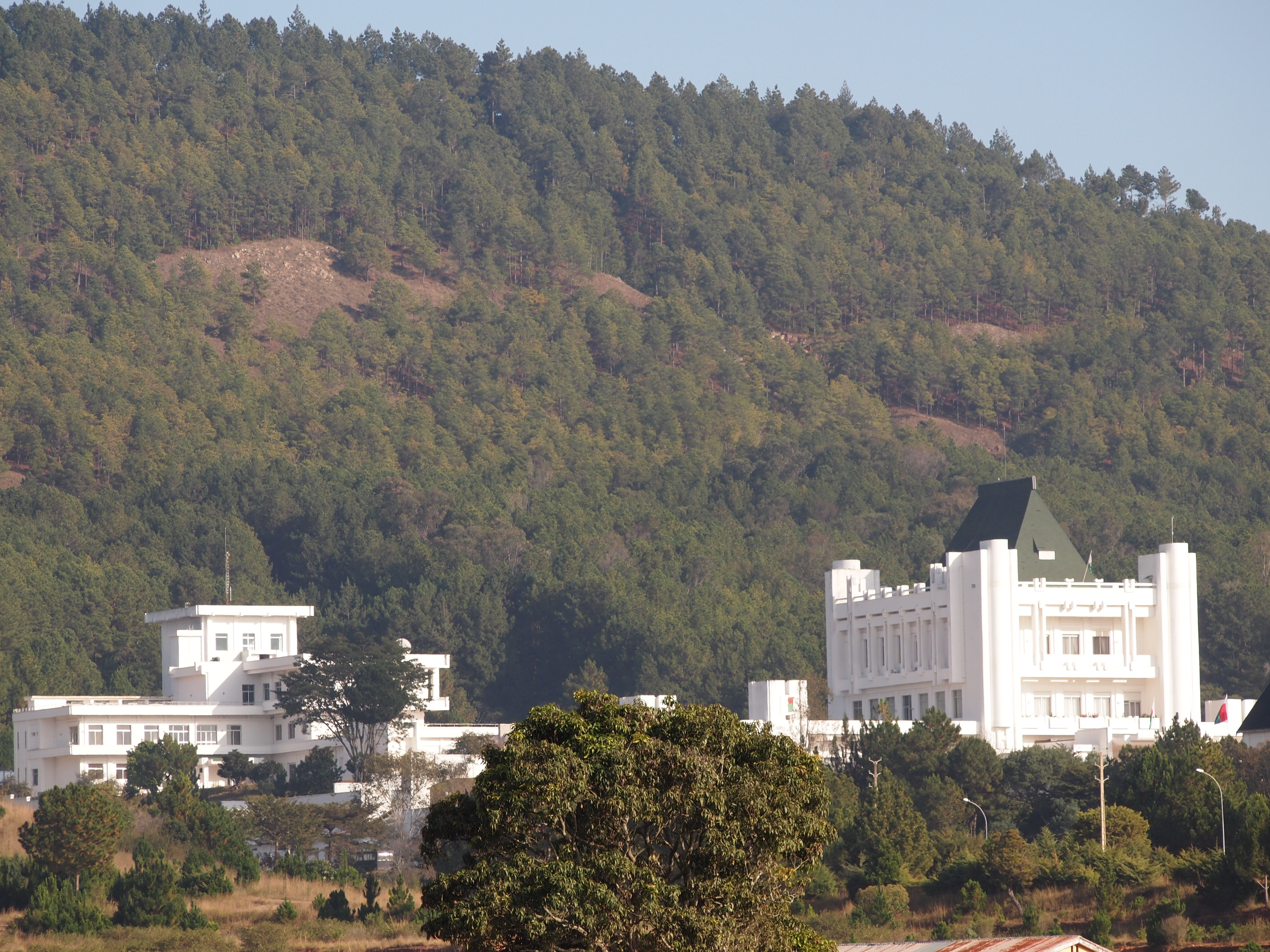
Iavoloha a été calqué sur le Rova d'Antananarivo.